# Sivry-la-Perche
Sivry-la-Perche é uma comuna francesa na região administrativa de Grande Leste, no departamento de Meuse. Estende-se por uma área de 12,17 km². Em 2010 a comuna tinha 281 habitantes (densidade: 23,1 hab./km²).